# 1949 en Inde
Chronologie de l'Inde
- 1945
- 1946
- 1947
- 1948
- 1949
- 1950
- 1951
- 1952
- 1953

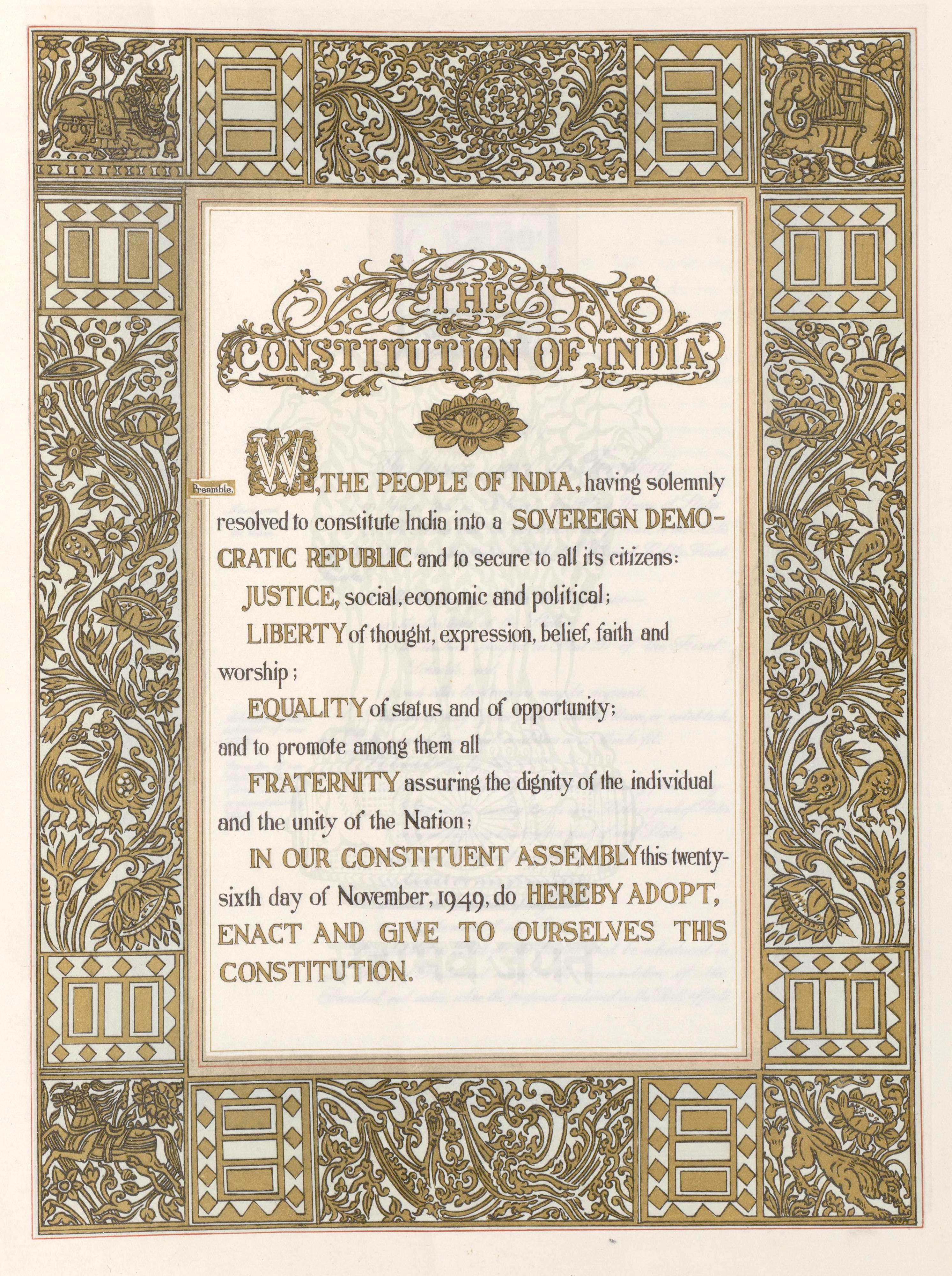
La Constitution de l'Inde est ratifiée le 26 novembre. Elle entre en vigueur le 26 janvier 1950.

Cette page concerne les évènements survenus en 1949 en Inde  :

## Évènement
- Révolte du Telangana (fin en 1951).
- Début de la prohibition d'alcool en Inde (en) (Loi de 1949  sur la prohibition de Bombay (en)).
- Déclaration de Londres (en)
- 1er janvier : Nationalisation de la Banque de réserve de l'Inde.
- 6 juin : Avec l'adoption de la loi sur le temple de Bodhgaya, par le gouvernement indien, le temple de la Mahabodhi est rendu partiellement au contrôle bouddhiste.
- 19 juin : : Référendum de Chandernagor
- 27 juillet : Accord de Karachi (en)
- 9 septembre : Accord Tripura Merger (en)
- 15 novembre : Exécution de Nathuram Godse et Narayan Apte pour l'assassinat de Mohandas Karamchand Gandhi.
- 26 novembre : Ratification de la Constitution de l'Inde (Préambule de la Constitution de l'Inde (en)).

## Sortie de film
- La Mousson
- Vaazhkai

## Littérature
- Gunahon Ka Devta (en), roman de Dharamvir Bharati (en).
- L'Ingénieux Monsieur Sampath (en), roman de R. K. Narayan.

## Création
- Musée national de New Delhi.
- Central Reserve Police Force

## Dissolution
- Ambica Airlines (en)

## Naissance
- T. M. Abraham (en), acteur.
- Ghulam Nabi Azad (en), personnalité politique.
- Parveen Babi, actrice.
- Gautam Chattopadhyay (en), chanteur et compositeur.
- Bansi Kaul (en), directeur de théâtre.
- Pramod Mahajan (en), personnalité politique.
- Gopinath Munde (en), personnalité politique.
- Ahmed Patel (en), personnalité politique.
- Rakesh Sharma, cosmonaute.

## Décès
- Syed Zafarul Hasan (en), philosophe.
- Birbal Sahni, paléobotaniste.